# Hipparchia natasha
Hipparchia natasha är en fjärilsart som beskrevs av Arthur Francis Hemming 1933. Hipparchia natasha ingår i släktet Hipparchia och familjen praktfjärilar. Inga underarter finns listade i Catalogue of Life.